# جشمة خاني فيروز أباد (سررود الجنوبي)
جشمة خاني فیروز أباد (بالفارسية: چشمه خانی فیروزآباد) هي قرية تقع في إيران في قسم سررود الجنوبي الريفي. يقدر عدد سكانها بـ 180 نسمة بحسب إحصاء 2016.